# Abrolhos
Die Abrolhos sind eine im Südatlantik gelegene brasilianische Inselgruppe. Sie gehört zum Meeresnationalpark der Abrolhos (portugiesisch Parque Nacional Marinho dos Abrolhos).

## Geographie und Geologie
Die Abrolhos liegen 55 Kilometer vor der Atlantikküste des brasilianischen Bundesstaats Bahia bei Ponta da Baleia etwa in Höhe der Stadt Caravelas und sind verwaltungsmäßig Teil des Stadtgebiets. Sie setzen sich aus fünf kleinen Inseln vulkanischen Ursprungs zusammen, von Nord nach Süd:
| Insel         | Fläche ha | Koordinaten                  |
| ------------- | --------- | ---------------------------- |
| Guarita       | 3,7       | 17° 57′ 38″ S, 38° 41′ 34″ W |
| Santa Bárbara | 56,9      | 17° 57′ 49″ S, 38° 41′ 56″ W |
| Redonda       | 18,3      | 17° 57′ 56″ S, 38° 42′ 37″ W |
| Siriba        | 13,4      | 17° 58′ 15″ S, 38° 42′ 35″ W |
| Sueste        | 15,1      | 17° 58′ 50″ S, 38° 41′ 57″ W |
| Abrolhos      | 107,6     | 17° 58′ 14″ S, 38° 42′ 2″ W  |

Zusätzlich gibt es sechs große Riffe: Parcel dos Abrolhos, Parcel das Paredes, Sebastiao Gomes Riff, Coroa Vermelha Riff, Viçosa Riff und Timbebas Riff. Es handelt sich um das größte Riffgebiet Südamerikas.
Auf der Hauptinsel Santa Bárbara unterhält Brasilien neben einem Militärposten auch die Verwaltung des Nationalparks und im Osten einen unbesetzten Leuchtturm. Alle anderen Inseln sind unbebaut und ganzjährig unbewohnt.

## Geschichte
Die Inseln wurden vermutlich 1503 von Amerigo Vespucci entdeckt. Wegen der zahlreichen Riffe galt diese Region unter Seefahrern als höchst gefährlich, insbesondere für die früheren Holzschiffe, wie zahlreiche dort versunkene Schiffe (Wracks) belegen. Der Name „Abrolhos“ dürfte daher auf eine der portugiesischen Sprache entnommenen Phrase – „abri vossos olhos – öffnet eure Augen“ – zurückzuführen sein.

## Kontroversen
Im April 2019 genehmigte das Brasilianische Institut für Umwelt und Erneuerbare Natürliche Ressourcen (IBAMA) Ölbohrungen.